# Wizz Air destinacije
Wizz Air na dan 28. aprila 2018 opravlja lete na naslednje destinacije

## Aktivne destinacije
- Aberdeen (Združeno kraljestvo), Mednarodno letališče Aberdeen
- Alesund (Norveška), Alesund letališče, Vigra
- Alghero (Italija), Alghero-Fertilia letališče
- Alicante (Španija), Letališče Alicante – Elche
- Atene (Grčija), Mednarodno letališče Atene[2]
- Baku (Azerbajdžan), Mednarodno letališče Hejdar Alijev Baku
- Barcelona (Španija), Letališče Barcelona – El Prat
- Bari (Italija), Letališče Karol Wojtyla Bari
- Basel (Švica), Euroletališče Basel Mulhouse Freiburg
- Belfast (Velika Britanija), Belfast mednarodno letališče
- Beograd (Srbija), Letališče Nikola Tesla Beograd
- Bergamo (Italija), Il Caravaggio mednarodno letališče Bergamo
- Bergen (Norveška), Letališče Bergen, Flesland
- Berlin (Nemčija), Letališče Berlin Schönefeld
- Billund (Danska), Letališče Billund
- Bologna (Italija), Bologna Guglielmo Marconi letališče
- Birmingham (Velika Britanija), Letališče Birmingham
- Bordeaux (Francija), Letališče Bordeaux–Mérignac
- Bratislava (Slovaška), Letališče M. R. Štefanika Bratislava
- Bristol (Velika Britanija), Letališče Bristol
- Brno (Češka) Letališče Brno-Turany
- Bruselj (Belgija), Bruselj Charleroi letališče
- Budimpešta (Madžarska), Letališče Ferenc Lizst Budimpešta
- Bukarešta (Romunija), Mednarodno letališče Henri Coanda
- Burgas (Bolgarija) Letališče Burgas
- Catania (Italija), Letališče Catania-Fontanarossa
- Craiova (Romunija), Mednarodno letališče Craiova
- Cluj-Napoca (Romunija), Mednarodno letališče Cluj
- Constanta (Romunija), Mednarodno letališče Mihail Kogalniceanu
- Debrecen (Madžarska), Mednarodno letališče Debrecen
- Doncaster/Sheffield] (Velika Britanija), Robin Hood letališče Doncaster Sheffield
- Dortmund (Nemčija), Letališče Dortmund
- Dubai (Združeni arabski emirati) Al Maktoum mednarodno letališče DubaiHamburg
- Dunaj (Avstrija), Mednarodno letališče Dunaj[3]
- Faro (Portugalska), Letališče Faro[4]
- Eindhoven (Nizozemska), Letališče Eindhoven
- Friedrichshafen (Nemčija), Letališče Friedrichshafen
- Fuerteventura (Španija), Letališče Fuerteventura
- Gdansk (Poljska), Letališče Lech Walesa
- Glasgow (Velika Britanija), Letališče Glasgow
- Göteborg (Švedska), Letališče Göteborg Landvetter
- Grenoble (Francija), Letališče Grenoble-Isere
- Groningen (Nizozemska), Groningen letališče Eelde
- Hahn (Nemčija), Letališče Frankfurt-Hahn
- Hamburg (Nemčija), Letališče Hamburg
- Hannover (Nemčija), Letališče Hannover[5]
- Haugesund (Norveška), Letališče Haugesund, Karmoy
- Heraklion (Grčija), Mednarodno letališče Heraklion
- Iasi (Romunija), Mednarodno letališče Iasi
- Ibiza (Španija), Letališče Ibiza
- Istanbul Turčija, Mednarodno letališče Sabiha Gokcen Istanbul
- Karlsruhe/Baden Baden (Nemčija), Letališče Karlsruhe/Baden-Baden
- Katovice (Poljska), Mednarodno letališče Katowice
- Kaunas (Litva), Letališče Kaunas
- Kijev (Ukrajina), Kijev mednarodno letališče (Žuljani)
- Kišinjev (Moldavija), Mednarodno letališče Kišinjev
- Köln/Bonn (Nemčija), Letališče Köln Bonn
- Kopenhagen (Danska), Letališče Kopenhagen
- Košice (Slovaška), Mednarodno letališče Košice
- Krf (mesto) (Grčija), Mednarodno letališče Krf
- Kristiansand (Norveška), Kristiansand letališče, Kjevik
- Kutaisi (Gruzija), Mednarodno letališče David graditelj Kutaisi
- Lamezia Terme (Italija), Mednarodno letališče Lamezia Terme[4]
- Lanzarote (Španija), Letališče Lanzarote
- Larnaca (Ciper), Mednarodno letališče Larnaca
- Liverpool (Velika Britanija), Letališče John Lennon Liverpool
- Lizbona (Portugalska), Lizbona Humberto Delgado letališče
- Ljubljana (Slovenija), Letališče Jožeta Pučnika Ljubljana
- London (Velika Britanija), Letališče Gatwick
- London (Velika Britanija), Letališče Luton
- Lublin (Poljska), Letališče Lublin
- Lvov (Ukrajina), Lvov Danilo Halitski mednarodno letališče[6]
- Maastricht (Nizozemska), Maastricht Aachen letališče
- Madrid (Španija), Adolfo Suarez Madrid – Barajas letališče
- Majorka (Španija), Letališče Majorka
- Malaga (Španija), Letališče Malaga
- Malmö (Švedska), Letališče Malmö
- Malta (Malta), Mednarodno letališče Malta[7]
- Memmingen (Nemčija), Letališče Memmingen
- Milano (Italija), Letališče Milano-Malpensa
- Molde (Norveška), Molde letališče, Aro
- Moskva (Rusija), Mednarodno letališče Vnukovo
- Neapelj (Italija), Mednarodno letališče Neapelj
- Nica (Francija), Letališče Nica Azurna obala
- Niš (Srbija), Letališče Konstantina Velikega Niš
- Nürnberg (Nemčija), Letališče Nürnberg
- Ohrid (Makedonija), Letališče Ohrid Sveti Pavel Apostol
- Olsztyn (Poljska), Olsztyn-Mazury regionalno letališče
- Osijek (Hrvaška), Letališče Osijek (od 19.maja 2017)[8]
- Palanga (Litva), Palanga mednarodno letališče
- Pariz Beauvais (Francija), Letališče Beauvais-Tille
- Perugia (Italija), Perugia Sveti Frančišek Asisški – Umbrija mednarodno letališče
- Pescara (Italija), Abruci letališče Pescara
- Pisa (Italija), Mednarodno letališče Pisa
- Podgorica (Črna gora), Letališče Podgorica
- Poprad (Slovaška), Letališče Poprad-Tatre
- Porto (Portugalska), Francisco Sa Carneiro letališče
- Poznan (Poljska), Poznan Lavica letališče
- Praga (Češka) Letališče Vaclav Havel Praga
- Priština (Kosovo), Letališče Priština (od 7.aprila 2017)[9]
- Reykjavik (Islandija), Keflavik mednarodno letališče
- Riga (Latvija), Mednarodno letališče Riga
- Rim (Italija), Ciampino-G. B. Pastine mednarodno letališče
- Rim (Italija), Letališče Leonardo da Vinci-Fiumincino Rim
- Rodos (Grčija), Mednarodno letališče Rodos
- Sandefjord (Norveška), Letališče Sandefjord, Torp
- Santander (Španija), Letališče Santander[4]
- Sarajevo (Bosna in Hercegovina), Letališče Sarajevo [10]
- Sibiu (Romunija), Mednarodno letališče Sibiu
- Skopje (Makedonija), Letališče Aleksandra Velikega Skopje
- Sofija (Bolgarija) Letališče Sofija
- Solun (Grčija), Letališče Makedonija Solun
- Split (Hrvaška), Letališče Split
- Stavanger (Norveška), Letališče Stavanger, Sola
- Stockholm (Švedska), Letališče Stockholm Skavsta
- Suceava (Romunija), Mednarodno letališče Suceava
- Szczecin (Poljska), Mednarodno letališče Szczecin
- Targu Mures (Romunija), Mednarodno letališče Targu Mures
- Tel Aviv (Izrael), Letališče Ben Gurion
- Temišvar (Romunija), Mednarodno letališče Traian Vuia
- Tenerife (Španija), Letališče Tenerife South
- Torino (Italija), Letališče Torino
- Treviso (Italija), Letališče Treviso
- Trondheim (Norveška), Letališče Trondheim, Vaernes
- Turku (Finska), Letališče Turku
- Tuzla Letališče Tuzla
- Valencija (Španija), Letališče Valencija
- Valletta (Malta), Malta mednarodno letališče
- Varna (Bolgarija) Letališče Varna
- Varšava (Poljska), Letališče Varšava Chopin
- Växjö (Švedska), Letališče Växjö [11]
- Verona (Italija), Verona Villafranca letališče
- Vilna (Litva), Letališče Vilna
- Vroclav (Poljska), Letališče Kopernik Vroclav
- Weeze (Nemčija), Letališče Weeze
- Zakintos (Grčija), Mednarodno letališče D. Solomos, Zakintos
- Zaragoza (Španija), Letališče Zaragoza
- Ženeva (Švica), Letališče Ženeva

### Opuščene destinacije
- Aarhus (Danska), Letališče Aarhus
- Amsterdam (Nizozemska), Letališče Schiphol
- Antalya (Turčija), Letališče Antalya
- Arad (Romunija), Mednarodno letališče Arad
- Benetke (Italija), Letališče Benetke Marco Polo
- Bournemouth (Velika Britanija), Letališče Bournemouth
- Bukarešta (Romunija), Aurel Vlaicu mednarodno letališče
- Cork (Irska), Letališče Cork
- Coventry (Velika Britanija), Letališče Coventry
- Cuneo (Italija), Mednarodno letališče Cuneo
- Donetsk (Ukrajina), Mednarodno letališče Donetsk
- Dubrovnik (Hrvaška), Letališče Dubrovnik
- Durham Tees Valley (Velika Britanija), Durham Tees Valley letališče
- Forli (Italija), Letališče Forli
- Girona (Španija), Girona-Costa Brava letališče
- Göteborg (Švedska), Letališče Göteborg City
- Harkov (Ukrajina), Mednarodno letališče Harkov
- Helsinki (Finska), Letališče Helsinki-Vantaa
- Hurgada (Egipt), Letališče Hurgada
- Kijev (Ukrajina), Mednarodno letališče Borispil Kijev
- Lodž (Poljska), Lodž Wladyslaw Reymont letališče
- London (Velika Britanija), London Stansted letališče
- Lübeck (Nemčija), Letališče Lübeck
- Lugansk (Ukrajina), Mednarodno letališče Lugansk
- Parma (Italija), Letališče Parma
- Prestwick (Velika Britanija), Glasgow Prestwick letališče
- Simferopol (Ukrajina), Mednarodno letališče Simferopol
- Tampere (Finska), Letališče Tampere-Pirkkala
- Varšava (Poljska), Letališče Varšava Modlin
- Vasteras (Švedska), Stockholm Vásteras letališče

- Zagreb (Hrvaška), Letališče Zagreb
- Zaporožje (Ukrajina), Mednarodno letališče Zaporožje

## Sklic
1. ↑  https://wizzair.com/en-GB/FlightSearch
2. ↑  »arhivska kopija«. Arhivirano iz prvotnega spletišča dne 26. julija 2018. Pridobljeno 31. julija 2018.
3. ↑  http://www.exyuaviation.com/p/wizz-air-tuzla-vienna.html
4. 1 2 3  Mednarodno letališče Farowww.anna.aero/2017/04/05/new-airline-routes-launched-28-march-2017-03-april-2017/?utm_source=anna.aero+newsletter&utm_campaign=f467c96914-anna_nl_290317&utm_medium=email&utm_term=0_ec11f41674-f467c96914-86777494 pristop 05.04.2017
5. ↑  http://www.exyuaviation.com/2016/07/wizz-air-to-launch-new-tuzla-and-skopje.html
6. ↑  http://www.anna.aero/2017/04/19/new-airline-routes-launched-11-april-2017-17-april-2017/?utm_source=anna.aero+newsletter&utm_campaign=920396d611-anna_nl_190417&utm_medium=email&utm_term=0_ecdbf41674-920396d611-86777494 dostop 19.04.17
7. ↑  http://www.exyuaviation.com/ dne 14.07.2017
8. ↑  http://www.exyuaviation.com/p/wizz-air-basel-osijek.html 20.12.2016
9. ↑  http://www.exyuaviation.com/2016/12/wizz-air-to-start-pristina-flights.html
10. ↑  http://www.exyuaviation.com/p/wizz-air-budapest-sarajevo.html
11. ↑  http://www.exyuaviation.com/p/wizz-air-tuzla-vaxjo.html